# Giovanni Bernaudeau
Giovanni Bernaudeau (Fontenay-le-Comte, 25 augustus 1983) is een Frans voormalig wielrenner. Hij werd prof in 2005 en reed sindsdien zijn gehele carrière voor één en dezelfde ploeg, de ploeg van zijn vader Jean-René Bernaudeau.

## Belangrijkste overwinningen
2015
- Bergklassement La Tropicale Amissa Bongo

## Resultaten in voornaamste wedstrijden
| Jaar | Ronde van Italië | Ronde van Frankrijk | Ronde van Spanje |
| ---- | ---------------- | ------------------- | ---------------- |
| 2005 | 110e             |                     |                  |
| 2006 | opgave           |                     |                  |
| 2007 |                  |                     | opgave           |
| 2008 |                  |                     |                  |
| 2009 |                  |                     | opgave           |
| 2010 |                  |                     |                  |
| 2011 |                  |                     |                  |
| 2012 |                  | opgave              |                  |
| 2013 |                  |                     |                  |
| 2014 |                  |                     |                  |
| 2015 |                  |                     |                  |

| Jaar | Milaan-San Remo | Ronde van Vlaanderen | Parijs-Roubaix | Amstel Gold Race | Ronde van Lombardije | Parijs-Tours |
| ---- | --------------- | -------------------- | -------------- | ---------------- | -------------------- | ------------ |
| 2005 | 155e            |                      |                |                  | opgave               |              |
| 2006 |                 |                      |                |                  |                      |              |
| 2007 |                 |                      |                |                  |                      |              |
| 2008 |                 |                      |                |                  | opgave               | 90e          |
| 2009 |                 |                      |                |                  |                      |              |
| 2010 |                 |                      |                |                  |                      |              |
| 2011 |                 |                      |                |                  |                      |              |
| 2012 |                 |                      |                | 126e             |                      |              |
| 2013 |                 |                      |                |                  | opgave               |              |
| 2014 |                 |                      |                |                  |                      |              |
| 2015 |                 | 74e                  | opgave         |                  |                      |              |

## Ploegen
- 2004- Brioches La Boulangère (stagiair)
- 2005- Bouygues Télécom
- 2006- Bouygues Télécom
- 2007- Bouygues Télécom
- 2008- Bouygues Télécom
- 2009- Bbox-Bouygues Telecom
- 2010- Bbox-Bouygues Telecom
- 2011- Team Europcar
- 2012- Team Europcar
- 2013- Team Europcar
- 2014- Team Europcar
- 2015- Team Europcar